# Wilhelm Fritz (Manager)
Wilhelm Fritz (* 22. März 1927 in Würzburg; † 10. März 2002 in Grünwald) war ein deutscher Manager, Sportfunktionär und Verfassungsrichter.

## Leben
Nach dem Abitur studierte Fritz Rechtswissenschaft an der Universität Würzburg. Er promovierte 1956 über Die Wahl der Bürgermeister und Gemeinderäte sowie Gemeinderatssitzung nach geltendem bayerischen Recht.
Bis 1973 war er für die Allianz tätig, wo er sich vom Sachbearbeiter zum stellvertretenden Vorstandsmitglied und Betriebsratsvorsitzenden hocharbeitete. Es folgte 1974 der Wechsel zur Agrippina-Versicherung, deren Vorstandsvorsitzender er im selben Jahr wurde. Aus gesundheitlichen Gründen trat er 1990 zurück.
Er von 1962 bis 1973 Schatzmeister, von 1973 bis 1992 Präsident und danach Ehrenpräsident des Bayerischen Landes-Sportverbands. Als dessen Vertreter war er ab 1962 Mitglied im Rundfunkrat des Bayerischen Rundfunks und von 1972 bis 1998 dessen Vorsitzender. Außerdem war er von 1985 bis 1990 indischer Generalkonsul in München.
Von 1986 bis 1998 war Fritz nichtberufsrichterliches Mitglied des Bayerischen Verfassungsgerichtshofs. Er wurde jeweils auf Vorschlag der CSU gewählt.
Fritz wurde mit dem Bayerischen Verdienstorden ausgezeichnet.